# كرة القدم الفلسطينية في آسيا والوطن العربي

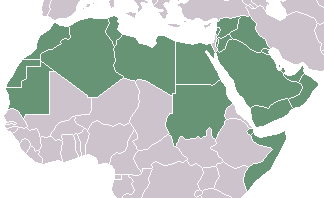
خريطة الوطن العربي.

كرة قدم فلسطينية عرفت فلسطين كرة القدم مع بداية القرن العشرين وتشكل أول فريق كروي عام 1908 في مدرسة الروضة في القدس.وازدهرت كرة القدم في بداية العشرينات إبان فترة الاحتلال البريطاني لفلسطين. وتأسس الاتحاد الفلسطيني لكرة القدم عام 1928 في مدينة القدس. وانضمت فلسطين رسمياً للاتحاد الدولي لكرة القدم عام 1929 وشاركت فلسطين في تصفيات كأس العالم 1934 والذي أقيم في إيطاليا وكانت نتيجة مباراتي فلسطين امام مصر هي الفاصلة في الوصول إلى نهائيات مونديال إيطاليا 1934 وخسرت فلسطين مباراتيها أمام مصر في القدس والقاهرة وتأهلت مصر إلى النهائيات. وشاركت فلسطين في تصفيات كأس العالم 1938 وعلى ضوء ذلك كان المنتخب الوطني الفلسطيني لكرة القدم أول منتخب عربي آسيوي يشارك في تصفيات كأس العالم.
وازدهرت الكرة الفلسطينية في بداية الثلاثينات والأربعينات وأنشأت العديد من الفرق الفلسطينية منها نادي الدجاني والأرثوذكسي في القدس، ونادي إسلامي يافا وإسلامي حيفا، وفي عكا النادي القومي وعكا الرياضي، وفي غزة نادي غزة الرياضي والنادي العربي والنادي الأرثوذكسي ومن أشهر اللاعبين الفلسطينيين في تلك الفترة جبر الزرقة، جورج مارديني، ميشيل الطويل، عبد الرحمن الهباب ،رشاد الشوا، حيدر عبد الشافي، جورج رشماوي.
الاتحاد الآسيوي لكرة القدم ويعرف اختصاراً باسم إي إف سي (بالإنجليزية: AFC) هو الهيئة الحاكمة لرياضة كرة القدم في قارة آسيا و‌أستراليا. تأسس الاتحاد في عام 1954 في مانيلا في الفلبين، ويضم الاتحاد جميع الدول الآسيوية عدا تركيا وإسرائيل، ويضم كذلك أستراليا، وهو من الإتحادات الستة التي تشكل الفيفا، وهناك عدد من الدول التي تقع بين قارة أوروبا وقارة آسيا مثل روسيا وأذربيجان وكازاخستان وأرمينيا وجورجيا وقبرص فهي أعضاء في الاتحاد الأوروبي لكرة القدم. كذلك بالاو فهي عضو في اتحاد أوقيانوسيا لكرة القدم وهي تقع جنوب شرق آسيا. يقع المقر الرئيسي في كوالالمبور، ماليزيا، ويترأس الاتحاد حالياً البحريني الشيخ سلمان بن إبراهيم آل خليفة.
كرة القدم في الوطن العربي يعتبر أول اتحاد عربي لكرة القدم هو الاتحاد المصري لكرة القدم عندما تأسس عام 1921 ومن بعده كان الاتحاد الفلسطيني لكرة القدم والذي يعتبر أول اتحاد في آسيا وتأسس عام 1928 وهما أول منتخبان يتنافسان على التأهل إلى كأس العالم في عام 1934 وتأهلت مصر في وقتها بعد فوزها على فلسطين ذهاباً وإياباً والتي تعتبر أيضاً أن مصر أول منتخب عربي وأفريقي يتأهل إلى كأس العالم وأيضا تعتبر مصر أول منتخب يفوز بكأس الأمم الأفريقية عام 1957 .
ولكن تأسس الاتحاد العربي لكرة القدم عام 1974 وأول بطولة كانت كأس فلسطين أو كأس فلسطين للأمم والذين كانوا يلعبون هم المنتخبات العربي .

## المشاركات

### المفتاح
- بطل البطولة
- وصيف البطولة
- المركز الثالث في البطولة

### منتخب فلسطين

#### كأس آسيا
| السنة | النتيجة النهائية |
| ----- | ---------------- |
| 2015  | دور المجموعات    |
| 2019  | دور المجموعات    |
| 2023  | الدور 16         |

#### كأس التحدي الآسيوي
| السنة | النتيجة النهائية |
| ----- | ---------------- |
| 2006  | ربع النهائي      |
| 2012  | المركز الرابع    |
| 2014  | البطل            |

### الأندية

#### كأس العرب للأندية الأبطال
| الموسم  | النادي         | النتيجة النهائية |
| ------- | -------------- | ---------------- |
| 1986    | هلال القدس     | الدور التمهيدي   |
| 1987    | فلسطين         | دور المجموعات    |
| 1988    | فلسطين         | الدور التمهيدي   |
| 1989    | حيفا           | الدور التمهيدي   |
| 1992    | هلال القدس     | دور المجموعات    |
| 1993    | هلال القدس     | دور المجموعات    |
| 1994    | شباب رفح       | دور المجموعات    |
| 1995    | جبل المكبر     | دور المجموعات    |
| 1996    | شباب رفح       | نصف النهائي      |
| 1997    | شباب الأمعري   | دور المجموعات    |
| 1999    | خدمات رفح      | دور المجموعات    |
| 2001    | هلال القدس     | دور المجموعات    |
| 2002    | الأقصى         | انسحب            |
| 2003    | الأقصى         | الدور التمهيدي   |
| 2003–04 | الأقصى         | الدور التمهيدي   |
| 2004–05 | الأقصى         | الدور التمهيدي   |
| 2005–06 | شباب رفح       | الدور الأول      |
| 2006–07 | مركز طولكرم    | الدور الأول      |
| 2007–08 | شباب رفح       | انسحب            |
| 2008–09 | ترجي واد النيص | الدور الأول      |
| 2012–13 | شباب الظاهرية  | الدور الثاني     |
| 2016–17 | شباب الخليل    | الدور التمهيدي   |
| 2019–20 | هلال القدس     | الدور الأول      |

#### كأس الاتحاد الآسيوي
| الموسم | النادي        | النتيجة النهائية |
| ------ | ------------- | ---------------- |
| 2016   | شباب الظاهرية | دور المجموعات    |
| 2016   | أهلي الخليل   | دور المجموعات    |
| 2017   | شباب الخليل   | الأدوار الفاصلة  |
| 2018   | هلال القدس    | الأدوار الفاصلة  |
| 2019   | هلال القدس    | دور المجموعات    |
| 2020   | هلال القدس    | ألغيت            |
| 2021   | مركز بلاطة    | دور المجموعات    |
| 2021   | شباب الأمعري  | دور المجموعات    |
| 2022   | هلال القدس    | لم يحدد بعد      |
| 2022   | شباب الخليل   | لم يحدد بعد      |

#### كأس رئيس الاتحاد الآسيوي
| الموسم | النادي       | النتيجة النهائية |
| ------ | ------------ | ---------------- |
| 2011   | جبل المكبر   | دور المجموعات    |
| 2012   | شباب الأمعري | الوصيف           |
| 2013   | هلال القدس   | دور المجموعات    |

## أنظر أيضاً
- الاتحاد الآسيوي لكرة القدم
- تاريخ كرة القدم في الوطن العربي